# Quilowatt
Quilowatt ou kilowatt (kW) é uma unidade de potência correspondente a 10³ watts (1 kW = 1000 W).

## Conversão
- 1 kW = 1,359 621 6 Cavalo vapor europeu
- 1 kW = 1,341 022 1 Cavalo vapor britânico

- 1 CV = 735,5 W

- 1 watt = 0,001 kW